# Geositta
Geositta là một chi chim trong họ Furnariidae.

## Hình ảnh

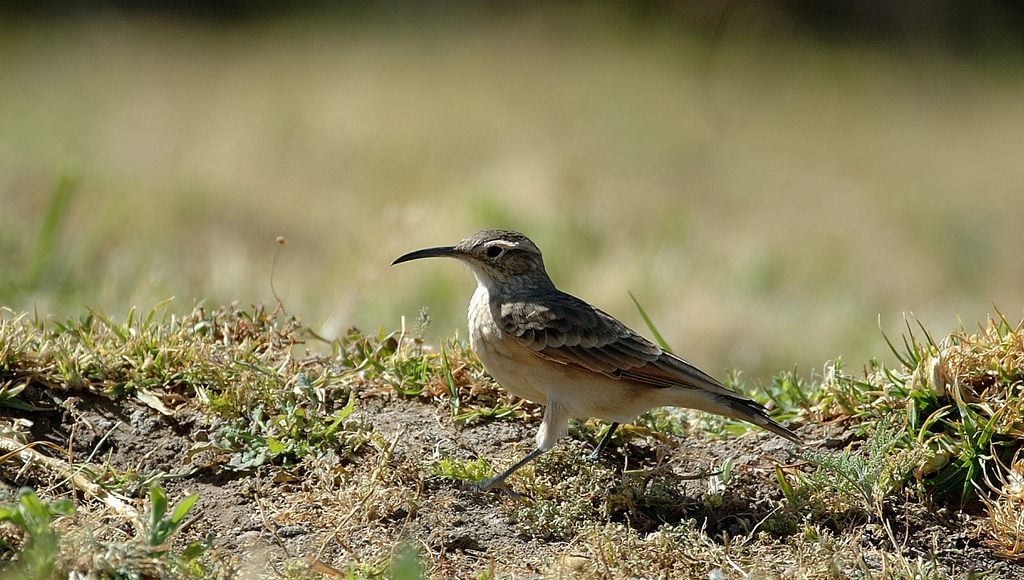
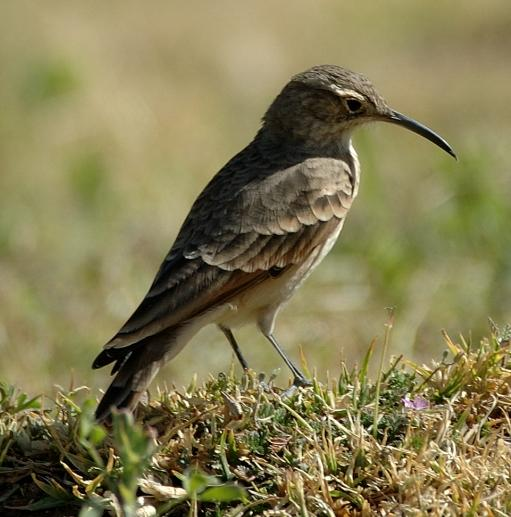